# Grimsby (film)
Grimsby (of The Brothers Grimsby) is een Amerikaans-Britse komische spionage- en actiefilm uit 2016, geregisseerd door Louis Leterrier met in de hoofdrollen onder meer Sacha Baron Cohen, Mark Strong en Rebel Wilson.

## Verhaal
Nadat zij wees geworden waren, zijn de broers Nobby (Sacha Baron Cohen) en Sebastian Grimsby (Mark Strong) elkaar uit het oog verloren. Jaren later is Sebastian spion geworden voor MI6, terwijl losbol en hooligan Nobby met zijn vriendin Dawn (Rebel Wilson) en hun elf kinderen in de door economische neergang getroffen stad Grimsby woont. Nobby is echter altijd blijven zoeken naar zijn broertje en net als hij hem vindt, blijkt Sebastian op het spoor gekomen te zijn van een geplande wereldwijde terreuraanval. Wanneer Sebastian ten onrechte verdacht wordt, zit er niets anders op dan samen met zijn niet al te snuggere  broer de strijd aan te gaan.

## Rolverdeling
| Acteur            | Personage                | Opmerkingen           |
| ----------------- | ------------------------ | --------------------- |
| Sacha Baron Cohen | Norman ("Nobby") Grimsby |                       |
| Mark Strong       | Sebastian Grimsby        | Nobby's jongere broer |
| Rebel Wilson      | Dawn                     | Nobby's vriendin      |
| Penélope Cruz     | Kate                     |                       |
| Isla Fisher       | Margaret                 |                       |
| Annabelle Wallis  | Marianne                 |                       |
| Ian McShane       |                          |                       |
| Ricky Tomlinson   |                          |                       |
| Johnny Vegas      |                          |                       |
| Scott Adkins      |                          |                       |

## Productie
De stad Grimsby uit de film bestaat echt, maar de scènes die zich daar afspelen, zijn in Essex opgenomen. Sommige inwoners van Grimsby waren boos dat de film hun stad voorstelt als totaal verloederd.
Verder werd er onder meer gefilmd in Zuid-Afrika.